# Пилипчатино
Пилипчатино (укр. Пилипчатине) — село в Соледарской городской общине Бахмутского района Донецкой области Украины.
Население по переписи 2001 года составляло 70 человек.